# Dioon merolae
Dioon merolae je druh cykasu z čeledi zamiovité. Roste v mexickém státě Chiapas. Dorůstá výšky až 3m. Lístky na listech se částečně překrývají. Horní lístky mohou nést 1-2 ostny.
Rostlina pojmenována podle italského botanika Aldo Meroly (Aldo Merola) z neapolské univerzity.

### Externí odkazy

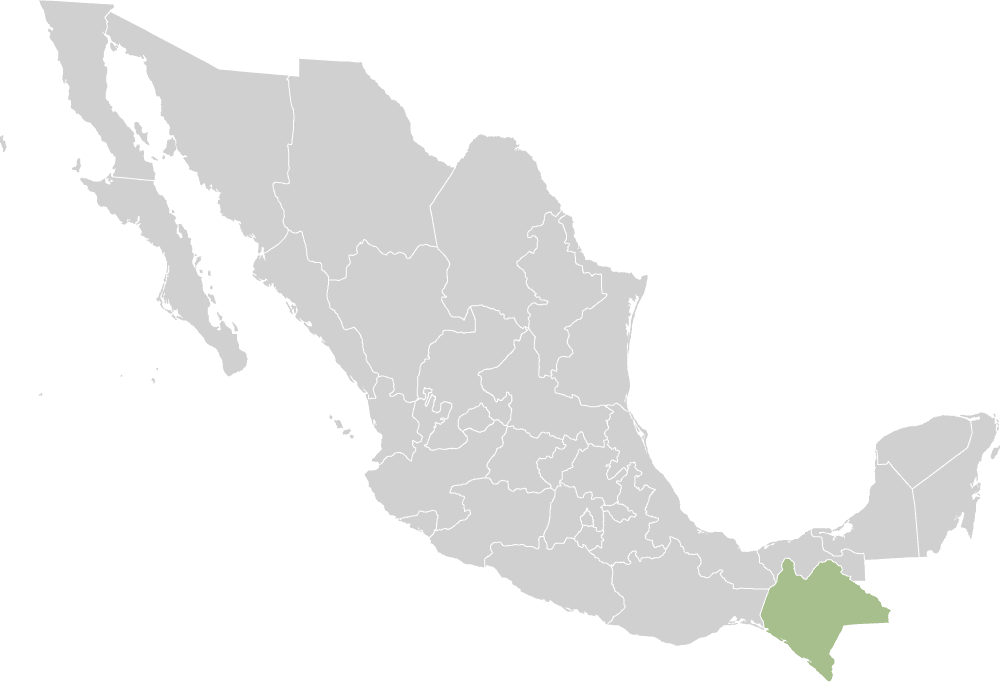
Chiapas – nejjižnější mexický stát